# VB Vágur
VB Vágur byl faerský fotbalový klub z Váguru. Založen byl roku 1905. Klub hrával na stadionu Vesturi á Eiðinum Stadium (3.000). V roce 2010 proběhlo sloučení klubů VB Sumba a VB Vágur.

## Bývalé názvy
- 1905 – VB Vágur
- 1995 – Sumba/VB
- 2005 – VB Vágur

## Úspěchy
- Formuladeildin:
  - Vítězství (1): 2000
    - 2. místo (2): 1946, 1957

- Faerský pohár:
  - Vítězství (1): 1974
    - 2. místo (3): 1956, 1977, 1997

## Přehled výsledků v evropských pohárech
| Sezóna  | Soutěž           | Kolo        | Klub            | Skóre    |
| ------- | ---------------- | ----------- | --------------- | -------- |
| 1998    | Pohár Intertoto  | 1. kolo     | FC Boby Brno    | 0:3, 1:3 |
| 2001/02 | Liga mistrů UEFA | 1. předkolo | FK Slavia Mazyr | 0:0, 0:5 |